# جورج كيربي
جورج كيربي (بالإنجليزية: George Kirby)‏ (20 ديسمبر 1933 بليفربول في المملكة المتحدة - 24 مارس 2000 في المملكة المتحدة) هو مدرب كرة قدم ولاعب كرة قدم بريطاني في مركز الهجوم. لعب مع سوانزي سيتي وشيفيلد وينزداي وكوفنتري سيتي ونادي إيفرتون ونادي برينتفورد ونادي بليموث أرجايل ونادي ساوثهامبتون ونادي والسول ونادي ووستر سيتي ونيويورك جنرالز ‏.

## وصلات خارجية
- جورج كيربي على موقع قاعدة بيانات كرة القدم.إي يو (الإنجليزية)
- جورج كيربي على موقع عالم كرة القدم.نت (الإنجليزية)